# Thrypticomyia doddi
Thrypticomyia doddi är en tvåvingeart som först beskrevs av Alexander 1921.  Thrypticomyia doddi ingår i släktet Thrypticomyia och familjen småharkrankar. Inga underarter finns listade i Catalogue of Life.